# Kajsa Rinaldo Persson
Kajsa Rinaldo Persson, född 11 november 1997, är en svensk tennisspelare från Växjö.
Rinaldo Persson har en högsta singelranking på 297 av Women's Tennis Association (WTA), uppnådd den 14 april 2025, och en högsta WTA-dubbelranking på 532, nådd den 21 augusti 2023. Hon har vunnit tre ITF-singeltitlar och fyra ITF-dubbeltitlar. Rinaldo Persson har representerat Sverige i Fed Cup, där hon totalt vunnit en match och förlorat en match.